# 尿道球腺
尿道球腺(にょうどうきゅうせん、英: Bulbourethral gland)は、男性の尿道の途中に2つある豆粒大の器官。外科医ウィリアム・カウパーによって発見されたことで、カウパー腺 (英: Cowper gland)あるいはカウパー氏腺とも呼ばれる。
尿道球腺液を分泌する。尿道球腺は女性のバルトリン腺と相同な器官である。